# Président du Parlement de Galice
Le président du Parlement de Galice est le député chargé d'occuper la présidence du Parlement de Galice. Après le président de la Junte de Galice, il est la deuxième autorité de la communauté autonome.
Le titulaire de ce poste est, depuis le 26 janvier 2016, le conservateur Miguel Ángel Santalices.

## Élection
Il est élu lors de la première séance qui suit la tenue des élections au Parlement (sesión constitutiva), ou lors de la première séance plénière (pleno) qui suit la démission du titulaire.
La majorité absolue des députés élus est requise lors du premier tour. En cas d'échec, un second tour est organisé immédiatement après la proclamation des résultats par le président de séance, où la majorité simple est cette fois suffisante, entre les deux candidats en tête. Si les deux candidats arrivent à égalité, un nouveau vote intervient pour les départager. Chaque député est libre d'écrire le nom qu'il souhaite sur son bulletin de vote, même si ceux du groupe majoritaire votent toujours pour un candidat préalablement désigné par leur parti.
Son mandat prend fin en cas de décès, démission, perte de la qualité de député ou à la suite de la dissolution du Parlement, prélude à la tenue de nouvelles élections.

## Fonctions
Il préside les séances plénières, dont il assure l'ouverture, la clôture et la fixation de l'ordre du jour en collaboration avec la conférence des porte-parole. Il préside également les réunions de la conférence des porte-parole et de la députation permanente.
Chargé de diriger les débats et d'en contrôler le bon ordre, lui seul peut donner la parole et la retirer. Il a la faculté de rappeler un député ou l'ensemble de l'assemblée à l'ordre, d'expulser immédiatement, pour une ou deux séances, tout député qui a été rappelé trois fois à l'ordre, qui n'a pas quitté la salle des séances après le prononcé d'expulsion, ou qui a produit un désordre grave du fait de sa conduite.
Il s'assure de la bonne application du règlement, de son interprétation après validation par la conférence des porte-parole, et de la bonne marche des travaux parlementaires.
Après consultation avec les porte-parole des groupes parlementaires, il est chargé de proposer le nom d'un candidat à l'investiture comme président de la Junte de Galice, dans le délai de 30 jours à compter de la constitution du Parlement ou de la démission du titulaire.
En cas de vacance, d'absence ou d'impossibilité, il est remplacé par un vice-président, selon l'ordre d'élection.

## Titulaires
| Législature | Titulaire                  | Parti                                | Parti      | Élection                             | Date de début    | Date de fin      |
| ----------- | -------------------------- | ------------------------------------ | ---------- | ------------------------------------ | ---------------- | ---------------- |
| Ire         | Antonio Rosón Pérez        |                                      | AP         | 1er tour : 50 voix                   | 19 décembre 1981 | 17 décembre 1985 |
| IIe         | Antonio Rosón Pérez        | 1er tour : 31 voix 2d tour : 34 voix | AP         | 19 décembre 1981                     | 24 avril 1986    |                  |
| IIe         | Tomás Pérez Vidal          |                                      | AP         | 1er tour : 34 voix 2d tour : 34 voix | 13 mai 1986      | 16 janvier 1990  |
| IIIe        | Victorino Núñez Rodríguez  |                                      | PPdeG      | 1er tour : 38 voix                   | 16 janvier 1990  | 16 novembre 1993 |
| IVe         | Victorino Núñez Rodríguez  | 1er tour : 43 voix                   | PPdeG      | 16 novembre 1993                     | 18 novembre 1997 |                  |
| Ve          | José María García Leira    |                                      | PPdeG      | 1er tour : 42 voix                   | 18 novembre 1997 | 20 novembre 2001 |
| VIe         | José María García Leira    | 1er tour : 41 voix                   | PPdeG      | 20 novembre 2001                     | 18 juillet 2005  |                  |
| VIIe        | Dolores Villarino Santiago |                                      | PSdeG-PSOE | 1er tour : 38 voix                   | 18 juillet 2005  | 1er avril 2009   |
| VIIIe       | Pilar Rojo                 |                                      | PPdeG      | 1er tour : 38 voix                   | 1er avril 2009   | 16 novembre 2012 |
| IXe         | Pilar Rojo                 | 1er tour : 40 voix                   | PPdeG      | 16 novembre 2012                     | 12 janvier 2016  |                  |
| IXe         | Miguel Ángel Santalices    |                                      | PPdeG      | 1er tour : 41 voix                   | 26 janvier 2016  | 21 octobre 2016  |
| Xe          | Miguel Ángel Santalices    | 1er tour : 41 voix                   | PPdeG      | 21 octobre 2016                      | 7 août 2020      |                  |
| XIe         | Miguel Ángel Santalices    | 1er tour : 42 voix                   | PPdeG      | 7 août 2020                          | 18 mars 2024     |                  |
| XIIe        | Miguel Ángel Santalices    | 1er tour : 40 voix                   | PPdeG      | 18 mars 2024                         | En fonction      |                  |